# راینر گانال
راینر گانال (آلمانی: Rainer Ganahl؛ زادهٔ ۱۸ اکتبر ۱۹۶۱) هنرمند، استاد دانشگاه، و عکاس اهل اتریش است که در نیویورک زندگی می‌کند. آثار او در نمایشگاه های بین‌المللی زیادی نمایش داده شده است. او در سال ۱۹۹۹، نماینده اتریش در نمایشگاه دوسالانه ونیز بود.

## زندگی
از سال ۱۹۸۶ تا ۱۹۹۱، او در دانشگاه هنرهای کاربردی وین (تحت نظر پیتر وایبل) و آکادمی هنرهای دوسلدورف (تحت نظر نام جون پایک) تحصیل کرد. او عضو برنامه مطالعات مستقل موزه ویتنی در نیویورک در سال ۱۹۹۰/۹۱ بود. او استاد هنرهای تجسمی در آکادمی دولتی هنرهای زیبای اشتوتگارت بود.